# Tabulatura
Tabulatura – 1) zbiorczy termin na określenie instrumentalnych systemów notacyjnych XV–XVII wieku lub 2) zbiór utworów zapisanych tą notacją.
W tym okresie istniały tabalatury na różne instrumenty, na flet, gitarę, skrzypce, cytrę itp. Nie zdobyły one jednak takiej popularności jak tabulatura organowa czy tabulatura lutniowa. Znaczenie pojęcia tabulatury zmieniało się. W XVII wieku terminem tym określano utwory zapisane na dwóch pięcioliniach (zobacz: intabulacja). Obecnie tabulatury kojarzone są przede wszystkim z XX-wieczną tabulaturą gitarową.

## Tabulatura organowa

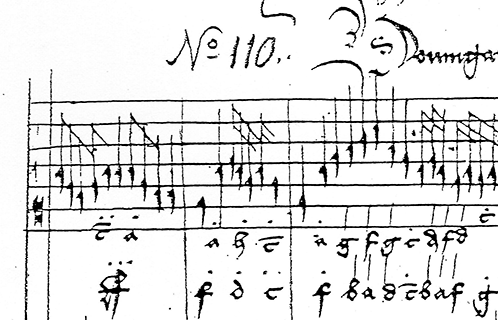
Fragment tabulatury organowej niemieckiej starszej, Buxheimer Orgelbuch.

Istniały trzy rodzaje tabulatury organowej: tabulatura niemiecka starsza, która powstała w XV wieku i była używana do około 1550 roku, tabulatura niemiecka nowsza, popularna od połowy XVI do początków XVIII wieku oraz tabulatura organowa hiszpańska używana od połowy XVI wieku.

### Tabulatura organowa niemiecka starsza
Cechą wyróżniającą tabulaturę organową niemiecką starszą jest notowanie najwyższego głosu na liniaturze notacją menzuralną. Głosy niższe były notowane pod liniaturą za pomocą liter. Nad literami umieszczano poziome kreski oznaczające oktawy oraz kropki i kreski pionowe oznaczające wartości dźwięków. I tak trzy kropki oznaczały trójdzielną brevis (w transkrypcji cała nuta z kropką), dwie kropki dwudzielną brevis (cała nuta), jedna kropka semibrevis (półnuta), pionowa kreska minimę (ćwierćnuta), pionowa kreska z daszkiem semiminimę (ósemkę) itd. Istniały również symbole oznaczające zmiany chromatyczne dźwięków oraz ozdobników (tryli). Do najcenniejszych zabytków tego rodzaju należą: tabulatura Wilkina (1432), Fundamentum organisandi Conrada Paumanna (1452), Buxheimer Orgelbuch (ok. 1460), tabulatura Arnolta Schlicka (1512) oraz w Polsce tabulatura klasztoru św. Ducha w Krakowie (ok. 1548), tabulatura franciszkańska Graduale de sanctis oraz tabulara Jana z Lublina (1537–1548).

### Tabulatura organowa niemiecka nowsza
Różniła się od tabulatury niemieckiej starszej jedynie tym, że najwyższy głos notowany był literowo, podobnie jak głosy niższe. Oba typy niemieckich tabulatur organowych, w stosunku do notacji menzuralnej, są bardziej zbliżone do współczesnej notacji muzycznej poprzez partyturowy układ głosów oraz ujmowanie grup dźwiękowych w takty. Przykładem zabytku tej notacji jest Tabulatura pelplińska (1620–1640). Tabulaturą niemiecką posługiwał się niekiedy jeszcze Johann Sebastian Bach (zobacz rękopis Wir Christenleut BWV 612 ze zbioru Orgelbüchlein).

### Tabulatura organowa hiszpańska
Podobnie jak w tabulaturze organowej niemieckiej, gdzie kolejne dźwięki w szeregu diatnicznym od C oznaczano literami, tak w tabulaturze organowej hiszpańskiej kolejne dźwięki od C do a2 oznaczano za pomocą cyfer od 1 do 42. W późniejszym okresie zmieniono ten system. Zaczęto oznaczać cyframi od 1 do 7 dźwięki w obrębie oktawy zaczynając od dźwięku f. W tym przypadku, podobnie jak w tabulaturze organowej niemieckiej, potrzebne były dodatkowe symbole do oznaczania kolejnych oktaw. Cyfry notowano na liniach, gdzie kolejne linie oznaczały głosy, a nie wysokości dźwięków jak w klasycznej liniaturze. Tabulatura organowa hiszpańska przypomina używaną w Hiszpanii tabulaturę lutniową włoską. Nie tylko poprzez zastosowanie liniatury oraz cyfr, ale także poprzez oznaczanie wartości rytmicznych nad liniami zbiorczo dla wszystkich głosów. W przypadku organów taki zapis wartości był wyjątkowo mało prezycyzjny.

## Tabulatura lutniowa
Istnieją trzy podstawowe rodzaje tubulatur lutniowych: tabulatura lutniowa włoska, tabulatura lutniowa francuska oraz tabulatura lutniowa niemiecka. Wszystkie trzy powstały w XV wieku. Jedne z pierwszych wydań tabulatur lutniowych są dziełem Ottaviano Petrucciego (1507, Intabolatura de lauto Francesca Spinacino). Tabulatura lutniowa włoska była używana również w Hiszpanii. W XVII wieku tabulatura francuska wyparła skomplikowaną tabulaturę niemiecką, a także częściowo włoską.

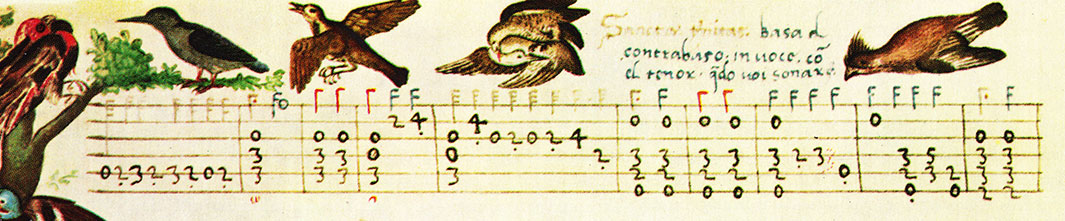
Tabulatura lutniowa włoska, fragment intawolatury Sancta Trinitas Vincenzo Capiroli.

### Tabulatura lutniowa włoska
Każdą z sześciu strun lutni, strojonych kwartowo-tercjowo: G c f a d1 g1, w tabulaturze reprezentowała jedna linia pozioma. Najwyższa struna była reprezentowana linią najniższą, najniższa struna linią najwyższą. W Hiszpanii układ był odwrotny, najwyższa struna była reprezentowana linią najwyższą, najniższa struna najniższą linią. Na liniach umieszczano cyfry arabskie oznaczające kolejne progi podwyższające dźwięk o półton, przy czym cyfra 0 oznaczała pustą strunę. Dla przykładu cyfra 3 na linii najwyższej oznaczała dźwięk B, uzyskany po przyciśnięciu struny G do trzeciego progu. Nad liniami zaznaczano wartość nuty bądź akordu na wzór notacji menzuralnej, tj. kreska pionowa z jednym daszkiem odpowiadała semiminimie (w transkrypcji współczesnej ósemka), z dwoma daszkami fusie (szesnastka) itd. Kropka pod cyfrą oznaczała trącenie struny palcem wskazującym.

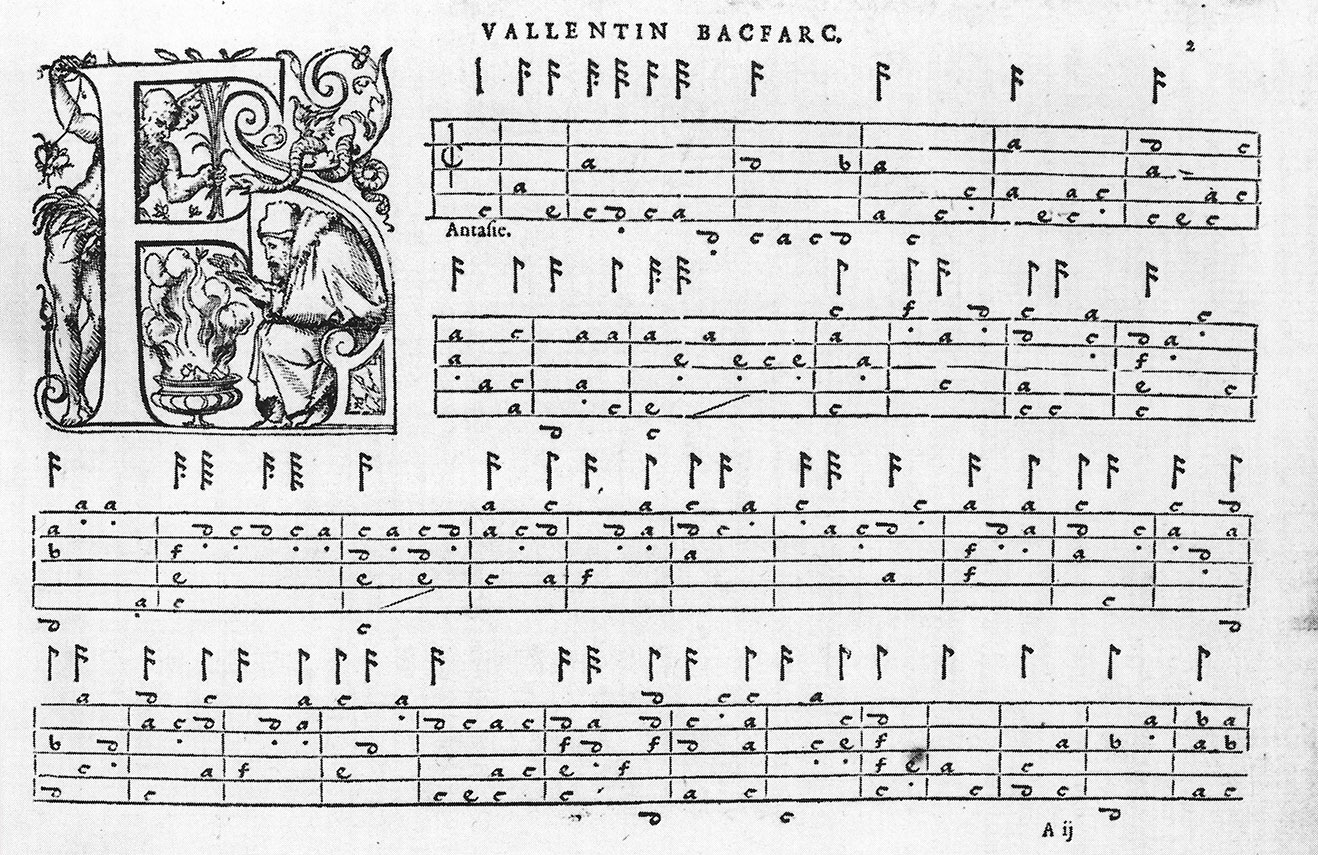
Tabulatura lutniowa francuska, Valentin Bakfark Fantasie nr 1 (Paryż, 1564).

### Tabulatura lutniowa francuska
Podobnie jak w tabulaturze lutniowej włoskiej mamy w tym przypadku zespół linii. Odwrotnie jednak niż w tabulaturze lutniowej włoskiej, a podobnie jak w tabulaturze lutniowej hiszpańskiej, struna najwyższa jest tu reprezentowana najwyższą linią, struna najniższą linią. W tabulaturze lutniowej francuskiej często linii było tylko cztery lub pięć, a dźwięki na najniższej strunie notowano pod zespołem linii. Szóstą linię wprowadził Ennemond Gaultier. Przyczynił się on również w znacznym stopniu do zmiany stroju lutni na A d f a d1 f1. Podstawową różnicą w stosunku do tabulatury lutniowej włoskiej jest inne oznaczanie progów, nie poprzez cyfry, a poprzez litery (gdzie "a" oznacza pustą strunę, "b" przyciśnięcie struny do pierwszego progu itd.) Często litery pojawiały się nie bezpośrednio na liniach, ale nad liniami.

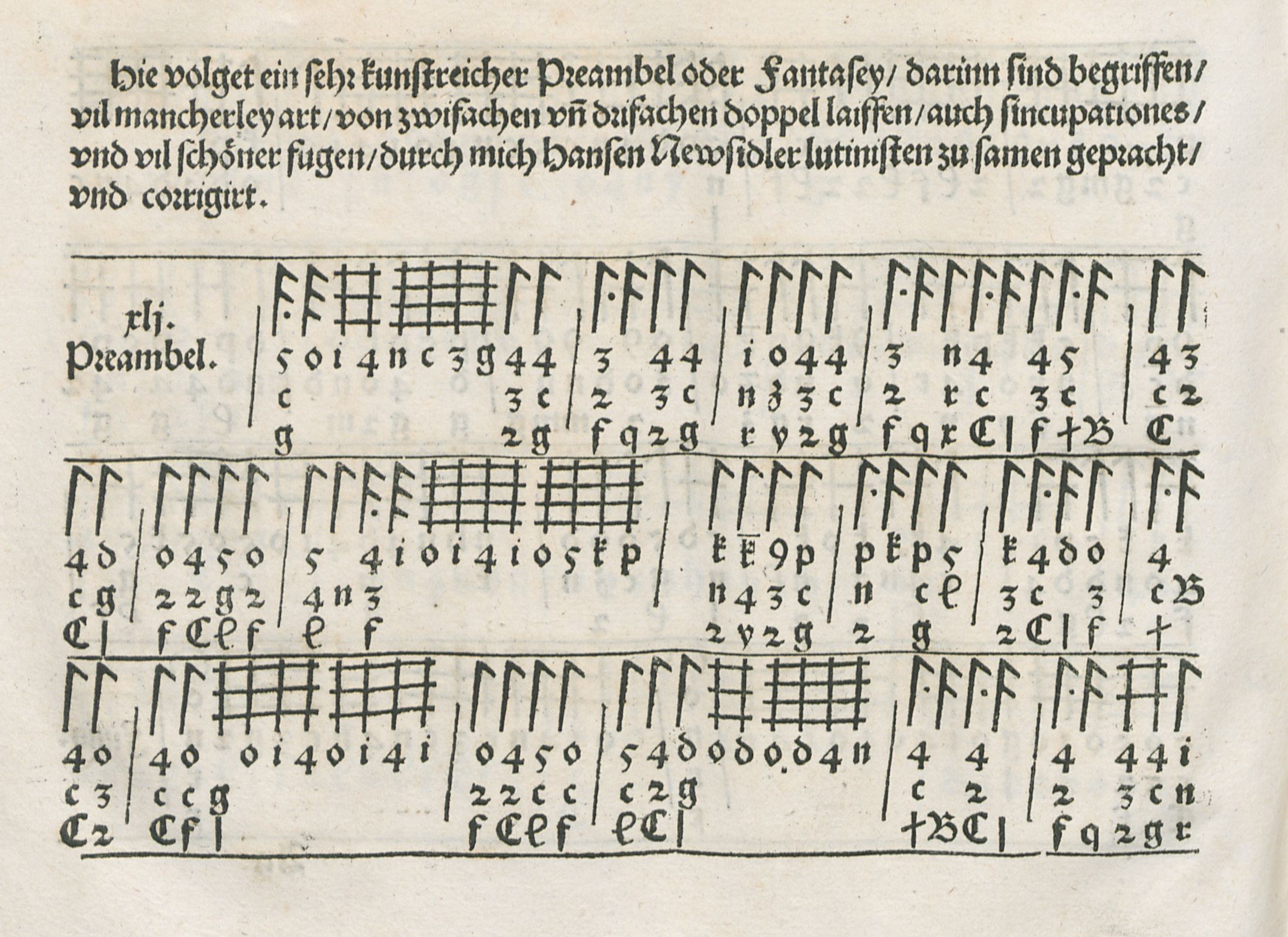
Przykład tabulatury lutniowej niemieckiej, Hans Neusidler Preambuła i fantazja nr 41.

### Tabulatura lutniowa niemiecka
Tabulatura lutniowa niemiecka różni się znacznie od tabulatur lutniowych włoskiej i francuskiej. Podobnie jak w tabulaturze lutniowej hiszpańskiej i francuskiej, najwyższa struna były reprezentowana przez najwyższą wertykalnie pozycję. Nie było jednak w tej notacji linii. Pierwotnie przeznaczona była dla lutni 5-strunowej, strojonej najczęściej na dźwiękach d g h e1 a1. W XVI wieku dostosowano ją dla lutni 6-strunowej, dodając najniższą strunę A Progi na strunie najniższej oznaczano zwykle cyframi arabskimi (gdzie I oznaczało pustą strunę, II przyciśnięcie struny do pierwszego progu itd.) lub dużymi literami (gdzie A oznaczało pustą strunę, B przyciśnięcie struny do pierwszego progu itd.) Progi na pozostałych strunach oznaczano małymi literami (gdzie „a” oznaczało pierwszy próg na drugiej strunie, „b” pierwszy próg na trzeciej strunie, „c” pierwszy próg na czwartej strunie, [...] „f” drugi próg na drugiej strunie itd.)